# Henryk Rogacki

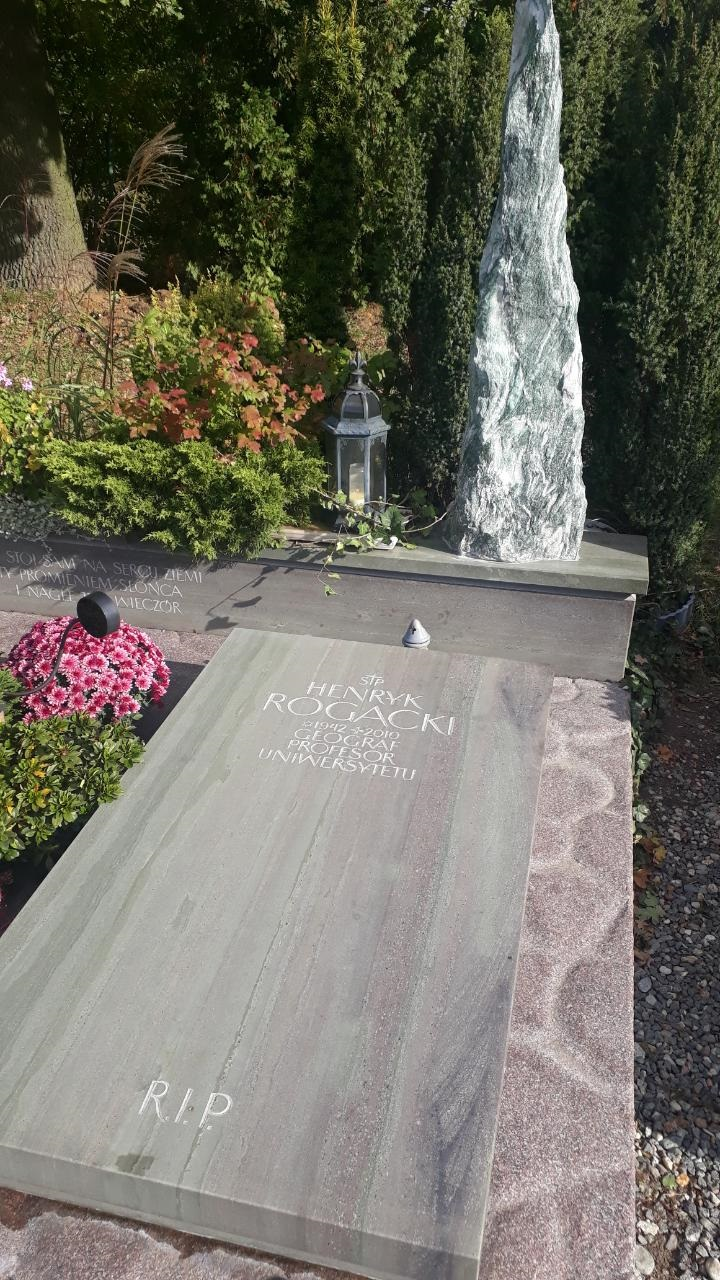
Grób na cmentarzu w Suchym Lesie

Henryk Telesfor Rogacki (ur. 17 grudnia 1942 w Gdyni, zm. 23 maja 2010 w Szczecinie) – polski geograf, specjalista geografii społeczno-ekonomicznej i gospodarki przestrzennej. Przedstawiciel poznańskiej szkoły geograficznej.

## Życiorys
W 1966 ukończył studia geograficzne w Uniwersytecie im. Adama Mickiewicza w Poznaniu, 9 lat później uzyskał stopień naukowy doktora nauk o Ziemi. 2002 uzyskał tytuł naukowy profesora. Członek Komitetu Głównego Olimpiady Geograficznej i Nautologicznej. Wykładowca akademicki w uniwersytetach w Poznaniu i Szczecinie. Od 2002 członek Komitetu Przestrzennego Zagospodarowania Kraju PAN oraz członek rzeczywisty Wydziału VII – Nauk o Ziemi i Nauk Górniczych PAN.
W latach 2005–2008 dziekan Wydziału Nauk Geograficznych i Geologicznych Uniwersytetu im. Adama Mickiewicza.
Zmarł w nocy 23 maja 2010 w czasie balu absolutoryjnego Wydziału Nauk o Ziemi Uniwersytetu Szczecińskiego.